# Dicaeum virescens
A Dicaeum virescens a madarak osztályának verébalakúak (Passeriformes) rendjébe és a virágjárófélék (Dicaeidae) családjába tartozó faj.

## Rendszerezése
A fajt Allan Octavian Hume skót ornitológus írta le 1873-ban. Sorolták a Dicaeum minullum alfajaként Dicaeum minullum virescens néven is.

## Előfordulása
Az Indiához tartozó Andamán-szigetek területén honos.

## Természetvédelmi helyzete
A Természetvédelmi Világszövetség Vörös listáján nem szerepel.